# The Bedrocks
The Bedrocks était un groupe de rock britannique des années 1960. Il fut notamment populaire à son époque grâce à sa reprise de la chanson Ob-La-Di, Ob-La-Da, écrite et composée par The Beatles.

## Membres
- Trevor Wisdom : Chant
- William Hixon : Claviers
- Owen Wisdom : Guitare
- Reg Challenger : Guitare basse
- Leroy Mills : Cuivres
- Paul Douglas : Batterie, percussions

## Biographie
Né à Leeds, dans le Yorkshire au Royaume-Uni, The Bedrocks est composé de six membres, originaires des Antilles. Le groupe est créé à la fin des années 1960 par Trevor Wisdom et Owen Wisdom. Les deux amis recrutent alors rapidement des musiciens, pour former The Bedrocks. Ils deviennent assez populaires à l'échelle nationale en 1968, lorsqu'en décembre, un mois seulement après sa sortie, ils effectuent une reprise de la chanson des Beatles Ob-La-Di, Ob-La-Da, et atteignent ainsi la vingtième place dans les charts britanniques. Ce single fut produit par Norman Smith, qui fut l'ingénieur du son des studios EMI d'Abbey Road à Londres ayant travaillé aux côtés du producteur George Martin sur tous les disques des Beatles de 1962 à 1965.

## Discographie
The Bedrocks ne sortit aucun album, mais laissa derrière lui quelques singles, tous sortis sous le label Columbia.
- Ob-La-Di, Ob-La-Da / Lucy (Publié en décembre 1968)
- The Lovedene Girls / I've Got A Date - La La La (Publié en février 1969)
- Wonderful World / Before You Came (Publié le 10 octobre 1969)
- Hit Me On The Head / Musical Clowns (Publié en avril 1970)
- Stone Cold Dead In The Market / Every Night And Every Day (Publié le 17 juillet 1970)

Leur premier single a également été publié, en 1968 et en 1969, en Allemagne, au Japon, aux Pays-Bas et en Yougoslavie. Leur second single est sorti en mars 1969 aux États-Unis.